# Вероніка трилиста
Вероніка трилиста (Veronica triphyllos) — однорічна трав'яниста рослина, вид роду вероніка (Veronica) родини подорожникові (Plantaginaceae).

## Ботанічний опис
Стебла висотою 8—15 (до 20) см, прямостоячі, прості або гіллясті, при основі здебільшого з декількома бічними пагонами.
Нижні листки черешкові, яйцеподібні або округлояйцеподібні, зубчасті. Середні листки округлояйцеподібні, сидячі, майже повністю 3—5-пальчасторозсічені або розділені на тупі лінійні частки, з яких середня більша. Верхівкові — сидячі, трироздільні, поступово переходять у трилопатеві або цілісні приквітки. Усі листки розсіяно залозисті, довжиною 1 см.
Квітки нечисленні, у подовжених верхівкових та бічних пухких китицях; Віночок діаметром 6—9 мм, темно-синій, трохи коротший від чашечки.
Плід — коробочка, при основі трохи роздута, у верхній частині трохи сплюснута, округло-оберненосердцеподібна, довжиною та шириною близько 7 мм, з глибокою та широкою виїмкою, з лопатями, розташованими під гострим або тупим кутом, залозиста. Насіння частіше по 10 у гнізді, з одного боку увігнуте, з іншого опукле, човникоподібне, овальне, довжиною 1—2 мм, темне.

## Поширення
Вид поширений у Європі, Африці та Азії; в Україні у Криму та степу, занесена у інші області, бур'ян. Росте на степових та кам'янистих схилах, на пустирях, біля доріг.